# Jezioro Karsińskie
Jezioro Karsińskie (kasz. Kôrsyńsczé Jezoro) – przepływowe jezioro rynnowe na Równinie Charzykowskiej (objęte Zaborskim Parkiem Krajobrazowym) o powierzchni 679 ha i maksymalnej głębokości dochodzącej do 27,1 m.
Wschodni brzeg jeziora stanowi zachodnią granicę Parku Narodowego „Bory Tucholskie”. Jezioro jest zasilane przez uchodzące i przepływające rzeki Chocina i Brda. Wody jeziora cechują się II i III klasą czystości wód. Rzeka Brda łączy zbiornik jeziora z akwenami jezior Charzykowskiego, Witoczno, Łąckiego, Płęsno, Dybrzyk i Kosobudno. Jezioro Karsińskie pełni przede wszystkim funkcje rekreacyjno-turystyczne (szlak wodny i domki letniskowe w okolicach miejscowości Swornegacie i Małe Swornegacie).